# Józef Adrian Massalski
Józef Adrian Massalski herbu własnego (ur. ok. 1726, zm. 6 czerwca 1765 w Warszawie) – podskarbi nadworny litewski od 1754 roku, wójt grodzieński do 1765 roku, starosta grodzieński w latach 1750-1765, marszałek sejmu w 1752 roku, marszałek Trybunału Głównego Wielkiego Księstwa Litewskiego w 1748 roku, generał lejtnant wojsk litewskich, podpułkownik petyhorski, od 1745, berżnicki, łozdziejski, propojski i wiślicki.
Był synem Michała Józefa i Franciszki z Ogińskich.
Poseł grodzieński na sejm 1744 roku. Deputat grodzieński na Trybunał Główny Wielkiego Księstwa Litewskiego w 1748 roku. Poseł grodzieński na sejm 1750 roku. W 1752 roku uczęszczał do Collegium Nobilium jezuitów w Wilnie. Poseł na sejm 1752 roku z powiatu grodzieńskiego. Poseł na sejm 1754 roku z powiatu grodzieńskiego. Wybrany posłem na sejm 1756 roku z powiatu słonimskiego. Poseł na sejm 1758 roku z powiatu grodzieńskiego. Poseł na sejm 1760 roku z Księstwa Żmudzkiego. W 1752 roku wybrany marszałkiem sejmowym  sejmu 1752 jako kandydat Familii. W 1754 roku przewodził obradom sejmu 1754 jako marszałek starej laski. Był członkiem konfederacji generalnej Wielkiego Księstwa Litewskiego w 1764 roku.

## Odznaczenia
W 1761 roku otrzymał dzięki protekcji hetmana wielkiego litewskiego Michała Kazimierza Radziwiłła Rybeńki Order Orła Białego. 